# Hevlín (stacja kolejowa)
Hevlín – stacja kolejowa w Hevlínie, w kraju południowomorawskim, w Czechach. Znajduje się na wysokości 180 m n.p.m.
Jest zarządzana przez Railway Capital. Na stacji nie ma możliwości zakupu biletów, a obsługa podróżnych odbywa się w pociągu.

## Linie kolejowe
- 245 Hrušovany nad Jevišovkou - Hevlín